# Liste des maires de Bourg-Saint-Andéol
Cet article dresse une liste par ordre de mandat des maires de Bourg-Saint-Andéol.

## Liste des maires

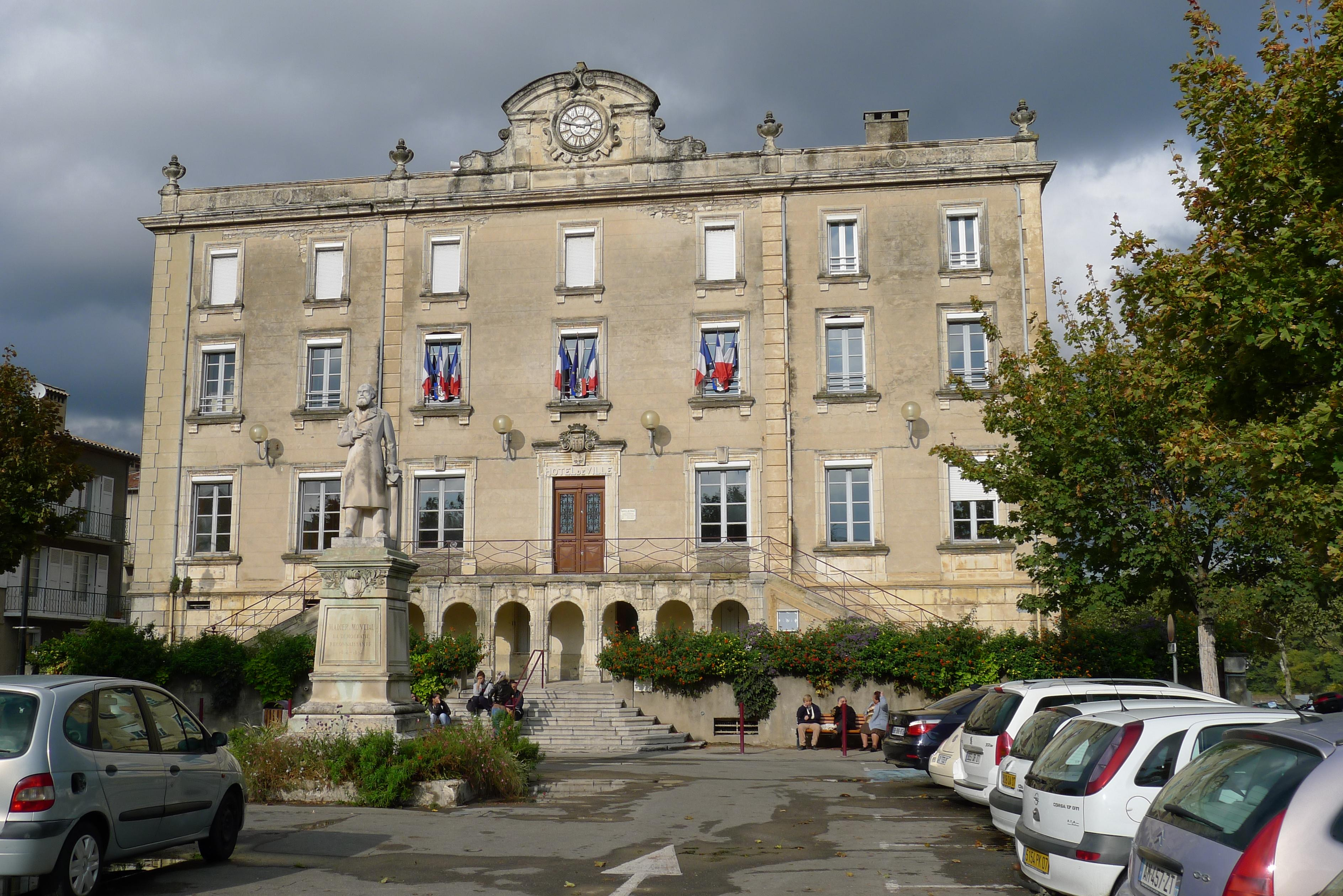
L'hôtel de ville de Bourg-Saint-Andéol.

| Période                                  | Période                   | Identité                     | Étiquette              | Qualité                                                                   |
| ---------------------------------------- | ------------------------- | ---------------------------- | ---------------------- | ------------------------------------------------------------------------- |
| Les données manquantes sont à compléter. |                           |                              |                        |                                                                           |
|                                          | 1809                      | Joachim Drivet de la Dernade |                        |                                                                           |
| 1809                                     | 1813                      | Augustin Pontal              |                        |                                                                           |
| 1813                                     | 1823                      | Olivier Nicolas de Reboul    |                        |                                                                           |
| 1823                                     | 1825                      | Mathieu Giraud               |                        |                                                                           |
| 1825                                     | 1830                      | Pierre Charles Pellier       |                        |                                                                           |
| 1830                                     | 1848                      | Jean Baptiste Fabry          |                        |                                                                           |
| 1848                                     | 1852                      | Casimir Faure                |                        | Conseiller général de Bourg-Saint-Andéol                                  |
| 1852                                     | 1870                      | Étienne Heni Giraud          |                        | Conseiller général de Bourg-Saint-Andéol                                  |
| 1870                                     | 1874                      | Alphonse Astier              |                        | Conseiller général de Bourg-Saint-Andéol                                  |
| 1874                                     | 1875                      | Adolphe Dunan                |                        |                                                                           |
| 1875                                     | 1875                      | Paul Mathieu Giraud          |                        |                                                                           |
| 1875                                     | 1876                      | Léon Roche                   |                        |                                                                           |
| 1876                                     | 1882                      | Casimir Faure                |                        | Conseiller général de Bourg-Saint-Andéol                                  |
| 1882                                     | 1904                      | Édouard Rambaud              |                        |                                                                           |
| 1904                                     | 1925                      | Félix Chalamel               | GD                     | Industriel Conseiller général d'Antraigues (1913-1914) Député (1911-1914) |
| 1925                                     | 1941                      | Lucien Reynaud               |                        |                                                                           |
| 1941                                     | 1944                      | Marc Pradelle                |                        |                                                                           |
| 1944                                     | 1944                      | Pierre Gleyze                |                        |                                                                           |
| 1944                                     | 1947                      | Édouard Chapre               | PCF                    |                                                                           |
| octobre 1947                             | 27 mars 1971              | Pierre Piéri                 | SFIO puis DVG puis UNR | Commerçant Conseiller général de Bourg-Saint-Andéol                       |
| 27 mars 1971                             | 26 mars 1977              | Gilbert Maurel               | UDR puis RPR           | Membre de cabinet ministériel Conseiller général de Bourg-Saint-Andéol    |
| 26 mars 1977                             | 18 mars 1983              | Georges Courtial             | PS                     | Technicien                                                                |
| 18 mars 1983                             | 17 mars 1989              | Yves Alméras                 | PS                     | Technicien                                                                |
| 17 mars 1989                             | 18 mars 2001              | Jean-Marc Serre              | UDF puis RPR           | Attaché du groupe RPR-UDF au conseil général                              |
| 18 mars 2001                             | mars 2009                 | Serge Martinez               | PS                     | Directeur administratif et financier                                      |
| 17 mars 2009                             | 2 mai 2009                | Claude Vincent               |                        | Président de la délégation spéciale                                       |
| 2 mai 2009                               | 4 avril 2014              | Serge Martinez               | PS                     | Directeur administratif et financier                                      |
| 4 avril 2014                             | 23 mai 2020               | Jean-Marc Serre              | UMP puis LR            | Assistant en entreprise                                                   |
| 23 mai 2020                              | En cours (au 24 mai 2020) | Françoise Gonnet-Tabardel    | DVG                    | Fonctionnaire territoriale                                                |